# Pharsalia gibbifera
Pharsalia gibbifera là một loài bọ cánh cứng trong họ Cerambycidae.